# Melanchra ochrorensis
Melanchra ochrorensis är en fjärilsart som beskrevs av Kardakoff 1928. Melanchra ochrorensis ingår i släktet Melanchra och familjen nattflyn. Inga underarter finns listade i Catalogue of Life.